# أوليفيا رودريغو
أوليفيا رودريغو (بالإنجليزية: Olivia Rodrigo) (ولدت في 20 فبراير 2003) هي مغنية وكاتبة أغاني وممثلة أمريكية. وهي معروفة بأدوارها التمثيلية مثل دور بيج أولفيرا في مسلسل قناة ديزني بيزاردفارك ونيني سالازار روبرتس في مسلسل ديزني+ هاي سكول ميوزيكال: ذا ميوزيكال. وقعت أوليفيا عقد مع إنترسكوب ريكوردز وجيفين في عام 2020، وأصدرت أغنيتها المنفردة الأولى، "رخصة القيادة"، والتي تصدرت بسرعة العديد من المخططات في جميع أنحاء العالم وأعطت رودريغو نجاحاً كبيراً. تلاها أغنيتان فرديتان ناجحتان «ديجا فو» و «غود 4 يو»، وأصدرت ألبومها الأول ساور، في 21 مايو 2021، والذي لاقى استحسان النقاد.

## وصلات خارجية
- أوليفيا رودريغو على موقع IMDb (الإنجليزية)
- أوليفيا رودريغو على موقع ميتاكريتيك (الإنجليزية)
- أوليفيا رودريغو على موقع روتن توميتوز (الإنجليزية)
- أوليفيا رودريغو على موقع ألو سيني (الفرنسية)
- أوليفيا رودريغو على موقع ميوزك برينز (الإنجليزية)
- أوليفيا رودريغو على موقع أول ميوزيك (الإنجليزية)
- أوليفيا رودريغو على موقع ديسكوغز (الإنجليزية)
- أوليفيا رودريغو على موقع قاعدة بيانات الفيلم (الإنجليزية)
- أوليفيا رودريغو على موقع كينوبويسك (الروسية)